# 1908년 하계 올림픽 라켓 남자 복식
1908년 하계 올림픽 라켓 남자 복식은 영국 런던에서 진행된 1908년 하계 올림픽 다이빙의 세부 종목이다. 4월 30일부터 5월 1일까지 진행되었고, 1개국에서 선수 6명이 참가하였다.

## 경기장
| 도시 | 경기장                            | 원어명                                   | 비고 |
| ---- | --------------------------------- | ---------------------------------------- | ---- |
| 런던 | 올 잉글랜드 론 테니스 크로케 클럽 | All England Lawn Tennis and Croquet Club |      |

## 경기 일정
| 날짜     | 경기   | 비고 |
| -------- | ------ | ---- |
| 4월 30일 | 준결승 |      |
| 5월 1일  | 결승   |      |

## 경기 결과
|  | 준결승                     | 준결승                     | 준결승 |  |  | 결승                        | 결승                        | 결승 |  |
|  |                            |                            |        |  |  |                             |                             |      |  |
|  | 존 제이콥 애스터 / 벤 페널 | 존 제이콥 애스터 / 벤 페널 | 4      |  |  |                             |                             |      |  |
|  | 헨리 리프 / 이반 노엘      | 헨리 리프 / 이반 노엘      | 2      |  |  | 존 제이콥 애스터 / 벤 페널  | 존 제이콥 애스터 / 벤 페널  | 4    |  |
|  |                            |                            |        |  |  | 세실 브로닝 / 에드먼드 버리 | 세실 브로닝 / 에드먼드 버리 | 1    |  |

## 메달리스트
| 금                                        | 은                                         | 동                                 |
| 영국 (GBR) · 베인 페널 · 존 제이콥 애스터 | 영국 (GBR) · 세실 브라우닝 · 에드먼드 버리 | 영국 (GBR) · 이반 노엘 · 헨리 리프 |

## 참고 자료
- 국제 올림픽 위원회 - 1908년 하계 올림픽 라켓 경기 결과 (영어)
- (영어) “Racquets at the 1908 London Summer Games: Men's Doubles”. sports-reference.com. 2014년 3월 2일에 원본 문서에서 보존된 문서. 2011년 6월 9일에 확인함.
- (영어) De Wael, Herman. “Herman's Full Olympians: "Racquets 1908".”. 2011년 6월 4일에 원본 문서에서 보존된 문서. 2011년 6월 9일에 확인함.
- Cook, Theodore Andrea (1908). 《The Fourth Olympiad, Being the Official Report》. London: British Olympic Association.